# Jeep Avenger
La Jeep Avenger è un'autovettura prodotta dalla casa automobilistica statunitense Jeep dal gennaio 2023. È la prima Jeep disponibile anche in versione elettrica in assoluto, nonché la prima a essere costruita in Polonia, disponibile inizialmente solo in versione a trazione anteriore e successivamente disponibile anche a trazione integrale (4xe).

## Contesto e debutto

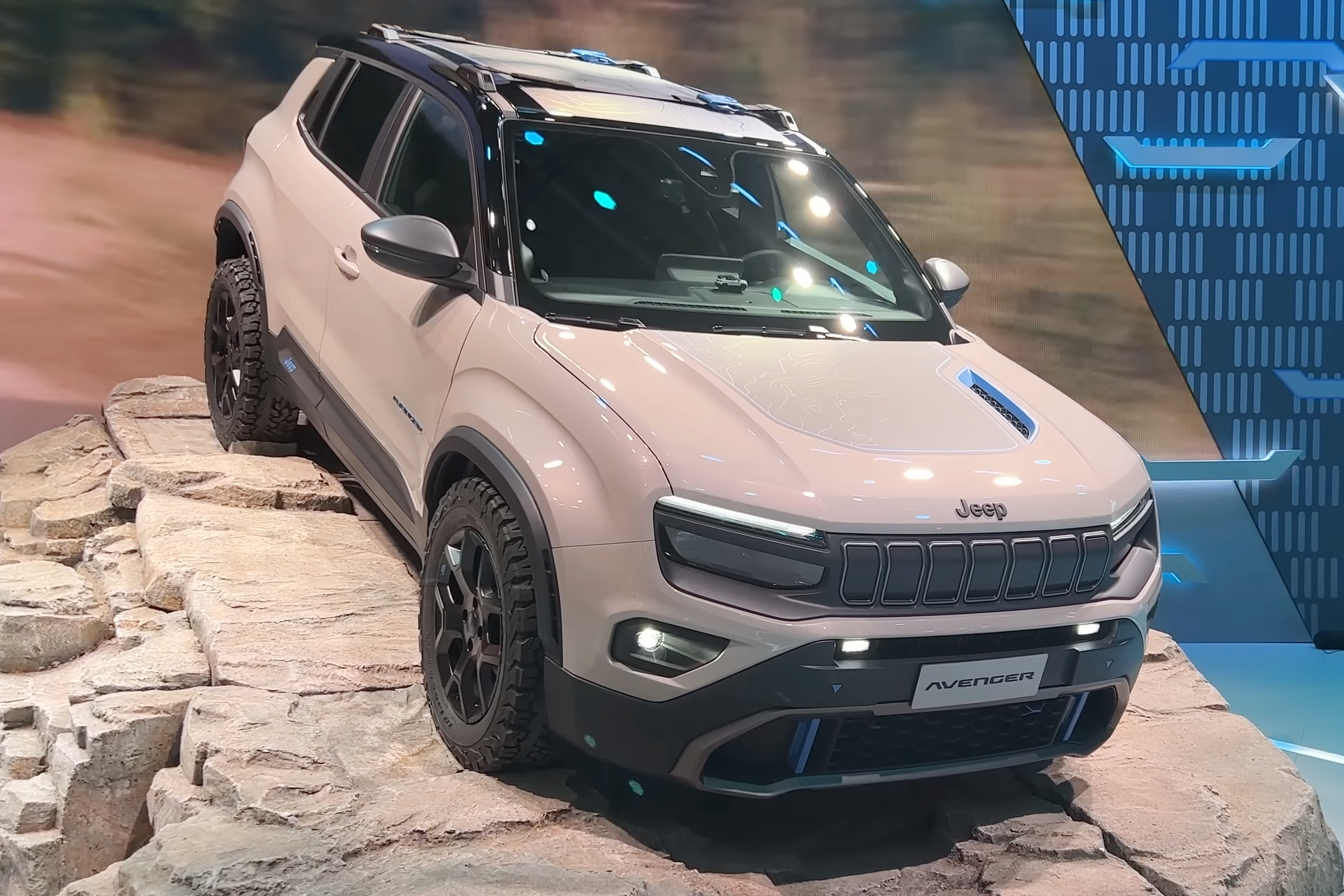
Jeep Avenger 4xe Concept

Annunciata dalla Jeep inizialmente il 1º marzo con la diffusione di alcuni bozzetti e nota originariamente in maniera non ufficiale con il nome di Jeepster, la versione definitiva è stata presentata ufficialmente l'8 settembre 2022 insieme ad altri due modelli elettrici, la Jeep Recon e la Jeep Wagoneer S, per poi debuttare in pubblico il 17 ottobre al Salone di Parigi.
L'Avenger è un SUV compatto di segmento B, destinato principalmente al mercato europeo e non viene commercializzata negli Stati Uniti e in Cina, andando a posizionarsi nel listino Jeep sotto la Renegade come vettura più piccola del costruttore americano.
Il nome Avenger riprende quello della Dodge Avenger, una grossa berlina a tre volumi prodotta dal gruppo Fiat Chrysler Automobiles negli anni 2010.

### Avenger 4xe Concept
Insieme alla versione di serie, sempre a Parigi è stata presentata la Jeep Avenger 4xe Concept, una concept car a quattro ruote motrici della Avenger, che si distingue per elementi della carrozzeria più fuoristradistici (parafanghi allargati, ganci di traino, pneumatici tassellati, barre portatutto sul tetto) e un'altezza minima da terra di 200 mm.

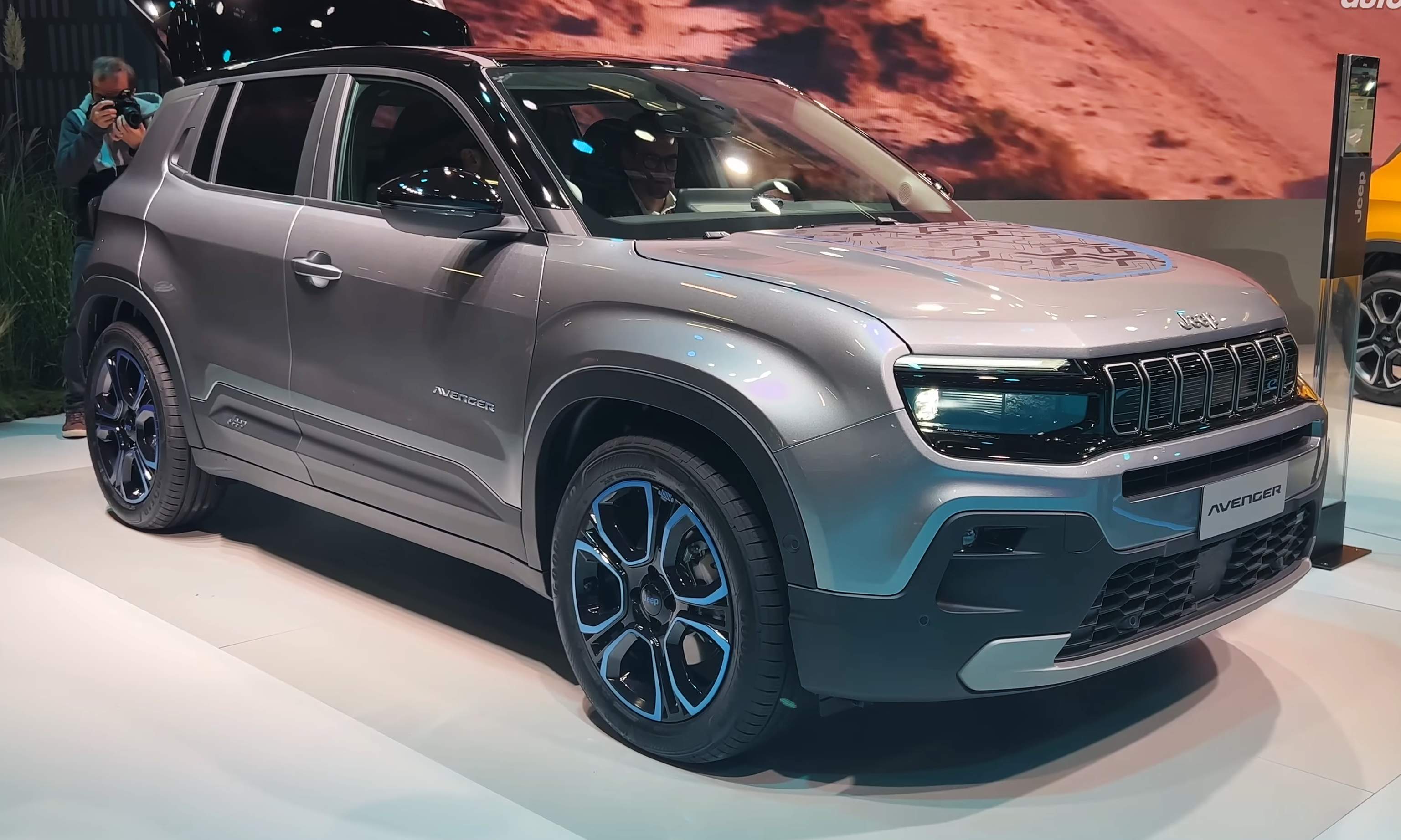
Jeep Avenger EV

## Descrizione
Disponibile al lancio in due motorizzazioni, una a benzina e una elettrica, è costruita sulla piattaforma PSA CMPsviluppata dal Gruppo PSA, che è condivisa con le Peugeot 2008 II, Opel Mokka B, Fiat 600 e DS 3 Crossback.

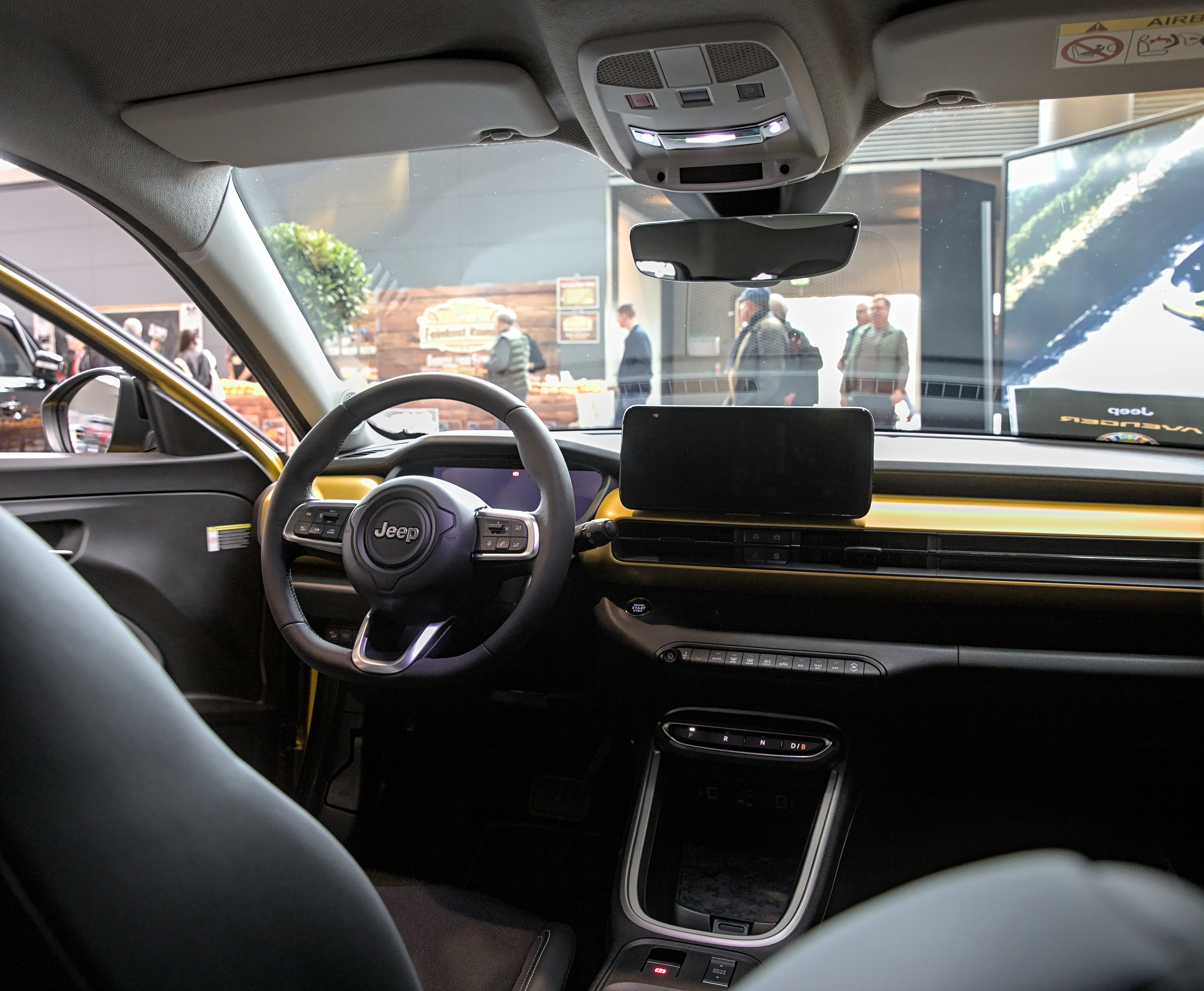
Abitacolo

La versione elettrica è dotata di un motore anteriore da 400 V prodotto dalla Emotors (realizzato in Francia nel sito di Trémery-Metz dalla joint venture fra Stellantis e la Nidec Leroy-Somer), che produce 156 CV (115 kW) e 260 Nm di coppia, abbinato a una batteria agli ioni di litio da 54 kWh (dal peso di 340 kg e costituito da 17 moduli con 102 celle), che offre un'autonomia stimata secondo il ciclo di omologazione WLTP fino a 400 km su percorso misto e 550 km in quello urbano. Da una colonnina a 100 kW in corrente continua servono 24 minuti per passare dal 20 all'80% della carica, mentre con quella da 11 kW a una wallbox la ricarica avviene in 5,5 ore.
In Italia e Spagna è disponibile anche una versione con motore termico, un 3 cilindri in linea da 1.2 litri (1199 cm³) turbo di origine PSA da 100 cavalli e 205 Nm, abbinato a un cambio manuale a sei rapporti che trasmette il moto alle sole ruote anteriori, con velocità massima di 184 km/h e accelerazione nello 0 a 100 km/h in 10,6 secondi.
La carrozzeria della Avenger è stata modificata e rialzata per poter essere meglio impiegata in fuoristrada, con un'altezza da terra di 200 mm, angolo d'attacco e di dosso di 20° e d'uscita di 32°. Inoltre è presente un selettore delle modalità di guida chiamato "Selec-Terrain" con 7 differenti modalità Normal, Eco, Sport, Snow, Mud e Sand e il sistema Hill Descent Control (sistema che regola automaticamente la velocità nelle discese ripide).